# Ґуркі-Ізабелін
Ґуркі-Ізабелін (пол. Górki-Izabelin) — село в Польщі, у гміні Могельниця Груєцького повіту Мазовецького воєводства.
Населення — 578 осіб (2011).
У 1975-1998 роках село належало до Радомського воєводства.

## Демографія
Демографічна структура станом на 31 березня 2011 року:
|          | Загалом | Допрацездатний вік | Працездатний вік | Постпрацездатний вік |
| -------- | ------- | ------------------ | ---------------- | -------------------- |
| Чоловіки | 277     | 64                 | 180              | 33                   |
| Жінки    | 301     | 65                 | 171              | 65                   |
| Разом    | 578     | 129                | 351              | 98                   |